# Macrofaune
La macrofaune désigne les animaux dont la taille s'échelonne entre 4 et 80 mm, suffisamment pour être facilement distingué à l'œil nu. Son opposé est la microfaune (non visible à l'œil nu).
La macrofaune (macro-arthropodes dont les grandes larves d'insectes, la majeure partie des myriapodes et des lombriciens, mollusques) comporte des individus vivant en majorité dans la litière ou creusant des galeries dans le sol, à une profondeur de 50 cm à 5 m. Elle peut modifier la structure physique du sol en creusant des galeries ou en ingérant la terre.